# Call of Duty: Infinite Warfare
Call of Duty: Infinite Warfare es un videojuego de disparos en primera persona desarrollado por Infinity Ward y distribuido por Activision. Es el videojuego número trece de la serie Call of Duty y salió a la venta el 4 de noviembre de 2016 para Microsoft Windows, PlayStation 4 y Xbox One. Su edición "Legacy" incluye la remasterización de Call of Duty 4: Modern Warfare, titulada Modern Warfare Remastered disponible para las mismas plataformas y que fue desarrollado por Raven Software. Este es el primer juego de la saga Call of Duty en ser exclusivo para PlayStation 4, Xbox One y PC.

## Campaña

### Personajes y escenarios

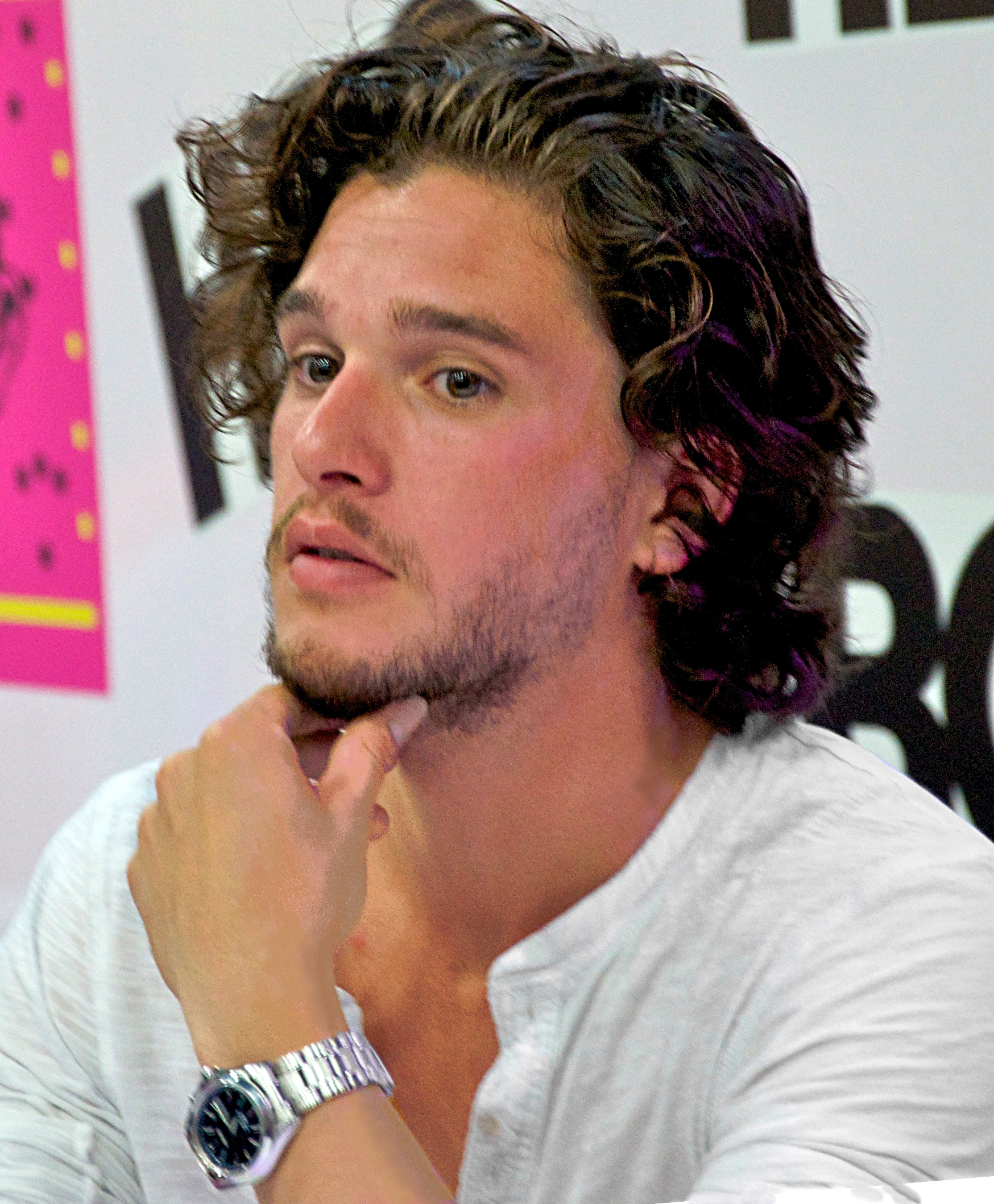
El papel de Kit Harington es el antagonista, llamado Real Admiral Salen Kotch.

Infinite Warfare se establece en un futuro relativamente lejano, después de que a la Tierra se le hayan "acabado" sus fuentes de energía como resultado del crecimiento de la población y la expansión industrial, lo que llevó a las naciones del mundo a unirse y formar la Alianza de las Naciones Unidas para el Espacio (UNSA, por sus siglas en inglés), una organización política que se encarga de las cuestiones relacionadas con el comercio, los viajes, las reclamaciones de tierras y todos los esfuerzos relativos a la colonización humana del sistema solar. Los residentes de la Tierra dependen de las colonias establecidas en los diferentes planetas, satélites naturales y asteroides con el fin de obtener recursos energéticos y materiales de éstos. El valor de estos puestos de avanzada, sin embargo, atrae a militantes radicales que tratan de controlarlos; una acción que podría poner a los países de la Tierra en una posición muy desfavorable. En respuesta, la UNSA es defendida por la Organización del Tratado Asociado Solar (SATO, por sus siglas en inglés), una estructura militar coordinada de defensa de la Tierra y de las colonias de la UNSA por todo el sistema solar. Sin embargo, antes de los acontecimientos del juego, surge una nueva facción hostil, conocido como el Frente de Defensa Colonial (SDF, por sus siglas en inglés), que consta de insurgentes que se separaron de la UNSA durante una guerra de Secesión, 30 años antes de los hechos contados en el juego. Después de años de tensión y problemas con el SDF, las relaciones se han deteriorado hasta un punto en el que todo el sistema solar está al borde de la guerra. Por los acontecimientos del juego, el SDF le declara la guerra a la UNSA y lanza un ataque sorpresa en Ginebra, debilitando seriamente fuerzas de la UNSA y la SATO en la Tierra.
El capitán recién nombrado de la nave de guerra de la UNSA, la Retribution, el comandante Nick Reyes (Brian Bloom), primer piloto de operaciones especiales del reconocimiento del combate aéreo especial (SCAR, por sus siglas en inglés), se encarga de dirigir un equipo para derrotar al SDF en la Tierra, así como el viaje al espacio exterior y en otros planetas en el sistema solar utilizando unas naves de combate espaciales, conocidas como "Jackals" para detener al SDF de asumir el control de todo el sistema solar. Los personajes que ayudan a Reyes en la lucha contra las fuerzas del SDF son su mentor Almirante Fredrick Raines, la teniente Nora Salter (Jamie Gray Hider), su robot compañero E3N (conocido comúnmente como "Ethan") (Jeffrey Nordling), y los marines de la SATO, incluyendo al sargento Omar Usef (David Harewood), el cabo Sean Brooks (Jason Barry) y Todd Kashima (Eric Ladin). Otros aliados notables incluyen al navegador de la Retribution Victor Diallo "Gator"; y la capitana del destructor "Tigris" de la UNSA Maureen Ferran (Claudia Christian). Frente a Reyes y sus aliados en la batalla es el comandante de la nave Olympus Mons, y el líder de las fuerzas de autodefensa, el almirante Salen Kotch (Kit Harington), y su comandante mayor Akeel Min Riah (Jim Pirri). De la UFC, el luchador Conor McGregor hace un cameo como el capitán Bradley Fillion, mientras que un piloto de Fórmula 1, Lewis Hamilton aparece como Oficial de electrotécnica de la Retribution Carl Hamilton.

### Sinopsis
Año 2080, después de que las naciones de La Tierra se uniesen formando la United Nations Space Alliance (UNSA) para colonizar el sistema solar y buscar recursos preciosos, un nuevo, fanático e implacable enemigo surge, el Defense Front, que inicia una guerra a gran escala. La historia se centra en Nick Reyes, un soldado del Space Combat Air Recon, capitán de la nave The Retribution, que es enviado a luchar contra estas fuerzas y recuperar el sistema solar. Él junto a su equipo combatirán al frente tanto en la tierra como en el espacio, e incluso en escenarios con gravedad cero.

### Historia
Un equipo de fuerzas especiales de la UNSA es enviado a una instalación de investigación armamentística secreta de la UNSA en una de las lunas de Júpiter, Europa, para investigar un ataque del SDF y recuperar un prototipo de arma antes de iniciar la autodestrucción de la instalación. El equipo es capaz de destruir la instalación, pero no logra recuperar el arma y es capturado por el SDF. El grupo es ejecutado más tarde por uno de los comandantes principales del SDF, el Almirante Kotch.
En la Tierra, Reyes advierte al Almirante Raines de que el ataque del SDF es tan serio como una declaración de guerra y de que la UNSA debería estar preparando un contraataque. Sin embargo, el Almirante Raines explica que los líderes de la UNSA no quieren intensificar la situación, especialmente durante las celebraciones de la Semana de la Flota donde la flota entera de la UNSA se reúne en Ginebra. Durante las celebraciones, se une a su compañera de ala Nora Salter así como a su subordinado robótico E3N "Ethan". De repente, los cañones de defensa AATIS comienzan a abrir fuego sobre la flota de la UNSA, derivando varias naves en lo que una fuerza de asalto del SDF invade Ginebra. Reyes logra abrirse paso hacia la torre de control AATIS, donde logra apagar los cañones AATIS y aprehender a Riah, el espía del SDF responsable de sabotearlos. Reyes luego acompaña a las naves sobrevivientes de la UNSA hacia la órbita terrestre, donde destruyen a la flota hostil del SDF. La nave insignia del SDF, la Olympus Mons, llega de repente y destruye más naves de la UNSA antes de ser obligada a retirarse, dejando solo dos naves de la UNSA operativas: la portanaves Retribution y la destructora Tigris. 
Tras aterrizar en la Retribution, Reyes se entera de que tanto el capitán de la nave como el oficial ejecutivo fueron asesinados durante la batalla, dejándolo como el oficial de más alto rango en la nave y como su capitán de facto. El Almirante Raines asciende a Reyes a comandante y le da la tarea de reconquistar el puerto de carga de la Luna, que había sido tomado por el SDF. Luego de liberar exitosamente la Luna, Reyes recibe la misión de retrasar al SDF lo más que pueda hasta que la UNSA pueda reconstruir su flota. A ese punto, Reyes puede embarcarse en un número de misiones opcionales para atacar blancos clave del SDF. Eventualmente, Reyes logra destruir una torre de reabastecimiento de combustible estratégica en Titán, paralizando el suministro de combustible del SDF. Luego es enviado a investigar un disturbio en una estación minera de un asteroide cerca de Mercurio, sólo para descubrir que se trataba de una distracción mientras el SDF destruía la Tigris, dejando a la Retribution como la única nave restante de la UNSA. Al descubrir que Riah está llevando un transpondedor para señalar a la flota principal del SDF que invada la Tierra, Reyes diseña un plan para usar el transpondedor para dirigir a la flota del SDF hacia los cañones AATIS aún operativos. Desafortunadamente, el plan resulta torcido cuando Riah escapa, destruye los cañones AATIS, y se suicida para activar el transpondedor. La flota principal del SDF llega y la Olympus Mons destruye los cuarteles generales de la UNSA, matando al Almirante Raines. 
Sin otras opciones, Reyes decide usar la oportunidad para abordar y comandar la Olympus Mons. Logra abrirse paso hacia el puente de mando y matar al Almirante Kotch. Luego hace que la Olympus Mons viaje de vuelta a Marte, donde planea usar la nave para destruir el artillero orbital del SDF y paralizar a su flota en retribución. Mientras la Olympus Mons y la Retribution logran destruir varias naves del SDF, la Olympus Mons sufre demasiados daños como para usar sus armas, por lo que Reyes ordena que sea usada para embestir el astillero. Desafortunadamente, la Retribution también sufre daños y se cruza en la trayectoria de vuelo de la Olympus Mons, obligando a Reyes a desviar la nave. Ambas naves se estrellan en la superficie de Marte y el astillero resulta intacto.
Dándose cuenta de que no hay forma de volver a la Tierra vivos, Reyes reúne a los sobrevivientes de la tripulación de la Retribution y los lidera en un último ataque desesperado hacia el astillero. La mayoría de los sobrevivientes de la tripulación son asesinados en la batalla, pero Salter logra comandar un destructor del SDF. Sin embargo, sus armas están desactivadas y las abrazaderas de amarre están bloqueadas. Ethan se sacrifica para destruir las amarras mientras Reyes activa las armas del destructor y ordena a Salter destruir la estación, a pesar de aún estar adentro. Salter abre fuego a regañadientes, eyectando a Reyes al espacio. Lo último que ve es el astillero del SDF explotando antes de ser asesinado por metralla voladora.
Poco tiempo después, la UNSA hace honores al sacrificio heroico de Reyes y la tripulación de la Retribution, declarando que la destrucción del astillero del SDF fue una victoria decisiva. Salter, uno de los cuatro sobrevivientes de la Retribution, pasa por un monumento conmemorativo de guerra con una lista de todos los soldados de la UNSA que murieron en el conflicto. 
Durante los créditos, los mensajes grabados póstumos de algunos miembros de la tripulación de la Retribution pueden ser escuchados.

## Multijugador
El multijugador de Infinite Warfare introduce una importante reforma al sistema de clases llamadas "plataformas de combate". Al igual que en el sistema de Especialista, hay seis equipos en total, incluyendo Warfighter, Merc, FTL, Stryker, Phantom y Synaptic.
Todos tienen diferentes cargas útiles, armas, habilidades y estilos de juego. Por ejemplo, la plataforma Synaptic está diseñado para jugadores que prefieren correr y disparar, mientras que el equipo de perforación Phantom es adecuado para los jugadores que quieren jugar con sigilo. Los jugadores también pueden tener acceso a varios beneficios persistentes, conocidos como "rasgos", que dan a los jugadores ventajas en situaciones de combate. Además, el juego mantiene el sistema de movimiento de impulso basado en la cadena de Black Ops III, lo que permite a los jugadores realizar saltos de empuje, correderas, y "wallrunning" o correr por las paredes.
El juego cuenta con 87 armas las cuales pueden ser usadas por los jugadores, tanto en la campaña como en el modo multijugador y zombis. Existen varios tipos de armas, en las que se incluyen las armas tradicionales, como fusiles de asalto, pistolas, fusiles de francotirador, armas cuerpo a cuerpo, como cuchillos, escudos, armas de energía, y diferentes tipos de lanzadores, como granadas, lanzamisiles, etc.
En una partida multijugador, los jugadores ganan puntos al eliminar a los enemigos, puntos que pueden ser consumidos para la compra de armas de prototipo, variantes de las armas existentes en el juego. Para cada arma, hay cuatro tipos de prototipo, los comunes, los raros, los legendarios y los "Epic" o épicos. Proporcionan a los jugadores ventajas conocidas como "Perks".
Además, están los llamados scorestreaks, los cuales permiten a los jugadores obtener beneficios tales como la capacidad de desplegar vehículos aéreos no tripulados, UAV, la capacidad de convocar un robot blindado diseñado para defender el jugador y matar a otros oponentes, y muchos más.

## Zombis
El juego también incluye un modo multijugador cooperativo modo de zombies, que tiene sus propios mecanismos de juego y la historia, casi sin relación a la campaña. La historia de este modo cooperativo sigue a cuatro jóvenes (tres hombres y una mujer) admiradores de un productor de cine de renombre, Wyllard Wyler. Wyllard era famoso dado que sus películas de temática de horror, de acuerdo a las palabras de uno de los cuatro jóvenes, eran muy reales. Una noche en un cine, los cuatro jóvenes conocen a Wyllard, y éste les comenta sobre su nueva escena para una película, Zombis in Spaceland. Resultaba que lo que Wyler hacía para que sus películas se vieran tan reales era introducir personas de verdad dentro de una cinta cinematográfica a través de un ritual aparentemente satánico, y luego asesinarlas directa o indirectamente en frente de las cámaras, y de esta manera se conseguía ese “realismo”. Esta vez, Wyler hace un ritual con las fotos de los cuatro jóvenes, un símbolo y su propia sangre para introducir a los protagonistas dentro de la escena previamente mencionada. Los cuatro jóvenes aparecen en un parque de atracciones abandonado con el mismo nombre que el de la escena, en la época de los 80, y es aquí donde empieza la historia jugable. La modalidad consiste a grandes rasgos en sobrevivir ronda tras ronda, y si el jugador lo desea, conseguir los “easter eggs” para avanzar en la historia. Habiendo completado el de Zombis in Spaceland, la historia cuenta que Wyllard ahora teletransporta a los protagonistas a un bosque en los años 90 en el mapa de Rave in the Redwoods,donde nos enfrentaremos a varios tipos de enemigos como los Sasquatch/Bigfoot, los Slashers, los Zombis, Leñadores Zombis, Esqueletos, y como jefe final al Super Slasher, después a una ciudad en los años 70 en el mapa de Shaolin Shuffle, donde nos enfrentaremos a los Zombis, Zombis Ninjas, Divas de patinaje y como jefe final El Rey Rata/Arthur McIntosh, luego a los 60 en un pueblo con mucha radioactividad en el mapa de The Attack of the Radioactive Thing, en donde nos enfrentaremos a los Zombis, los Crog, los Crog Brute y como jefe final tenemos a Crog-Zilla y finalmente a un planeta lejano en el siglo 23 en el mapa de The Beast from Beyond, con la particularidad de que además de los zombis, en esta última fase también se puede enfrentar a los críptidos del modo “Extinción” de Call of Duty: Ghosts, por esa razón nos enfrentaremos a los Zombis, Scouts, Phantoms, Rhinos, teniendo como jefes a los Mammoths. El modo está diseñado para ser más accesible a nuevos jugadores, con nuevas características tales como los puntos de reparto y puertas teambuy, así como mantener el centro de juego del modo intacta, tales como gratificaciones y potenciadores. Una nueva función, destino y la fortuna de felicitación, se introduce de manera similar a los Gobblegums en Call of Duty: Black Ops 3. A diferencia de la campaña y multijugador, zombis no está inspirado en el combate espacial, y retiene el sistema de movimiento normal.

## Pre/Post lanzamiento y evolución
Call of Duty: Infinite Warfare recibió malas críticas por parte de la comunidad en general debido a que esta ya era la cuarta entrega de un juego futurista en la saga, y la tercera con movimiento avanzado. La comunidad mostró su desprecio a este videojuego desde antes de su salida con tres millones de votos negativos en el primer tráiler en YouTube. En su fase beta, lanzada el 14 de octubre de 2016 en la plataforma PlayStation 4, el videojuego comenzó muy deplorablemente, ya que los errores y desbalanceo del gameplay en general eran muy evidentes; se dudaba mucho que los desarrolladores pudieran corregir todo lo que estaba mal con la beta de cara al lanzamiento final del juego, ya que para este último faltaba menos de un mes (la salida oficial fue el 4 de noviembre de 2016). Ya en su lanzamiento oficial, la comunidad en internet de Call of Duty en su mayoría concordaba con que el juego era mediocre y varias cosas que estaban mal en la beta aún no se habían corregido en la versión final. La comunidad de YouTube de Call of Duty se mostraba “en crisis”, ya que varios youtubers de todo el mundo que basaban su contenido en esta franquicia afirmaban que “Los que odian Infinite Warfare lo odian a muerte, y los que lo aman, lo aman incondicionalmente”. Muchos de estos creadores de contenido o bien continuaban subiendo vídeos de Black Ops III o Modern Warfare Remastered, o bien dejaron de lado la franquicia de CoD y comenzaron a subir otros videojuegos u otro tipo de contenido. Infinite Warfare, a lo largo de todo su ciclo de vida (4 de noviembre de 2016 su salida, 3 de noviembre de 2017 salida de WWII) fue cambiando muy positivamente, ya que, por ejemplo, al principio no tenía cosas básicas en un videojuego de Call of Duty, como los Marcadores o el Historial de combate, pero unos meses más tarde, los desarrolladores terminaron por escuchar a la comunidad e implementarlos. Otro ejemplo es el del sistema de suministros, ya que a diferencia de sus predecesores, Advanced Warfare y Black Ops III, el contenido que podía ser obtenido a través de los suministros podía ser obtenido por otra manera (en este caso, con una moneda interna) y no solamente estar a merced del azar. Las variantes de armas y de rachas de puntos son también un punto fuerte de la evolución de Infinite Warfare, ya que cada una tenía una ventaja y una desventaja sobre el arma base, por ejemplo, el arma NV4 poseía una variante de rareza épica llamada “Flatline”, la cual hacía que el arma tuviera siempre un daño de 4 balas a cualquier distancia aún con el uso de un silenciador, pero a cambio, su cadencia de tiro era notablemente menor. Otro punto importante en la evolución de Infinite Warfare fue el constante añadido de contenido por parte de los desarrolladores, ya que por lo menos 1 vez al mes desde diciembre de 2016 el juego recibía novedades (aparte de los cuatro DLC anuales), ya fueran armas totalmente nuevas, variantes de armas nuevas, camuflajes animados, trajes para los módulos de combate, tarjetas de visita, accesorios de arma, modos de juego, etc. De acuerdo a muchas personas, Infinite Warfare pasó de ser un videojuego mediocre a ser un videojuego muy decente, y dejará una huella imborrable en la historia de Call of Duty, ya sea para bien o para mal.

## Acogida de la crítica
Call of Duty: Infinite Warfare recibió críticas "generalmente favorables" para PlayStation 4 y Xbox One, mientras que la versión para PC recibió revisiones "mixtas o promedio", según el agregador de reseñas Metacritic.
Tras el lanzamiento del tráiler inicial, el juego fue muy criticado por la comunidad por ser demasiado futurista. El consenso sostenido fue que esto se debió a la frustración con la dirección actual de la franquicia, ya que las instalaciones consecutivas lanzadas en los últimos años se habían establecido en las configuraciones y narraciones futuras. En respuesta a las críticas, el CEO de Activision, Eric Hirshberg, dijo que sabía "que hay personas en nuestra comunidad que sienten nostalgia por el estilo de juego de botas en el suelo... [pero]... también tenemos millones de personas de nuestra comunidad que desean tener nuevas experiencias innovadoras en el juego cada año e Infinite Warfare se las va a ofrecer". También afirmó que Call of Duty: Black Ops II, cuyo tráiler también recibió múltiples disgustos, se convertiría en el juego de Call of Duty más vendido en ese momento. Desde el 11 de agosto de 2018, el tráiler ha recibido más de 3.7 millones de aversiones y es el tercer video más desagradable en YouTube.
A pesar de su crítica previa al lanzamiento, Infinite Warfare fue nombrada «Mejor shooter» en el E3 por Game Informer. En los Game Critics Awards 2016 para lo mejor de E3, el juego fue nominado a «Mejor juego de acción», pero perdió contra su rival Battlefield 1.
Joab Gilroy de IGN le dio al juego un 7.7 sobre 10 afirmando que "a pesar de su cambio al combate interplanetario, Call of Duty: Infinite Warfare es un shooter generalmente divertido pero no esencial". Brett Phillps, de Trusted Reviews, recibió Infinite Warfare con un 4 y medio sobre 5 estrellas, razonando: "una campaña sólida y el excelente modo Zombies verán a la gente quedarse por un buen rato, pero no pasará mucho tiempo antes de que los compradores de «Legacy Edition» cambien a Modern Warfare Remastered para siempre".
La campaña para un solo jugador recibió elogios y los críticos la consideraron una mejora con respecto a la campaña de Black Ops III. Gilroy, sin embargo, tuvo una respuesta más mixta, citando que "2016 ha sido uno de los mejores años para las campañas de disparos para un solo jugador de la última década. Hemos visto Doom, Titanfall 2, Gears of War 4, Battlefield 1, Deus Ex: Mankind Divided... y todos son mejores que la campaña de Infinite Warfare. No es por falta de algo para diferenciarlo. Debería ser increíble... pero es en su mayoría lento y laborioso, y en el momento en que el ritmo se acelera no queda suficiente juego para eliminar la decepción de los primeros dos tercios de tu boca. La campaña de Infinite Warfare muestra una mejora [sobre Call of Duty: Ghosts], pero no mucho". Phillps, por otro lado, sintió que la campaña era más agradable que Black Ops III, razonando "si bien la serie Call of Duty se ha convertido en sinónimo de multijugador intenso y adictivo, es una sorpresa agradable que la calidad de las campañas para un solo jugador haya mejorado constantemente. En los últimos años, que continúa en Infinite Warfare".
El multijugador atrajo la mayoría de las críticas debido a su falta de innovación. Phillps expresó su decepción ante la declaración multijugador; "Estoy realmente triste por el hecho de que el multijugador de Infinite Warfare no esté a la altura de las entradas anteriores, ya que todos los años espero saltar al Call of Duty y pasar unos cuantos meses haciendo cosas".
El portal Meristation otorgó un 8,5 sobre 10 y escribió que "Call of Duty: Infinite Warfare se suma al repertorio de grandes campañas del género que nos ha brindado este 2016. Con el que seguramente sea el mejor modo historia de la franquicia desde Call of Duty: Black Ops 2, el juego no se conforma con destilar la fórmula por la que es conocida la saga en su esencia más pura (acción sin filtro alguno, accesible, rápida y directa, con un ritmo frenético y situaciones espectaculares), también incorpora todo un torrente de novedades. Misiones secundarias, combates espaciales que no van guiados, nuevos coleccionables, un modo de dificultad que bien pudiera estar sacado de Fallout". También destacó que "a nivel de posibilidades, además de modalidades clásicas y alguna novedad, lo más destacado es como los mapas ganan en complejidad y zonas laberínticas a cambio de perder la verticalidad que estaba imperando en las últimas entregas. En general, el multijugador funciona dentro de las bases de la saga y de Infinity Ward en particular, pero es muy continuista en varios elementos ya conocidos. A cambio, la edición Legacy con Modern Warfare, una delicia a la que se añaden modos recientes como baja confirmada, y además le sientan muy bien. Si podemos hacernos con ella y combinar ambos, uno más pausado y táctico y otro frenetismo puro, es un pack insuperable".
En su revisión positiva sobre el videojuego, Hobby Consolas aseguró que "Call of Duty Infinite Warfare no defrauda. Se notan las mejoras en la campaña, y nos encanta el diseño de algunas armas futuristas así como sus interminables opciones de personalización en el modo online. No obstante, los cambios que muestra el juego parecen más una evolución del trabajo de Treyarch del año pasado que un nuevo enfoque por parte de Infinity Ward. Por otro lado, el hecho de que esta entrega llegue cargada de contenido no compensa el hecho de que se haya quedado un paso por detrás de otros FPS en los aspectos técnicos". Sin embargo, apuntan que "es un gran shooter bélico, con una campaña muy interesante (y larga para los tiempos que corren) y un modo online infalible, pero sin personalidad. Un juego que va a satisfacer a los fans, pero que no arriesga lo suficiente para destacar en una saga anual", a lo que también reprochó que "empieza a acusar el agotamiento del motor gráfico".

### Comercial
Infinite Warfare vendió 1.8 millones de copias en su primera semana y se convirtió en el título más vendido en las listas de ventas del Reino Unido. Sin embargo, las ventas totales bajaron un 50% en comparación con Call of Duty: Black Ops III de 2015. Se informó que Activision esperaba que las ventas bajaran debido a que Infinite Warfare iba a ser una "nueva subserie" y que el nombre de Black Ops llevaba el peso de la marca. A pesar de ello, Infinite Warfare fue el juego más vendido en los Estados Unidos en noviembre de 2016. Activision informó en febrero de 2017 que el juego no cumplió con sus expectativas de ventas, y una de las razones citadas es que el juego "no resuena en los aficionados".
La versión de PlayStation 4 vendió 105 764 copias en su primera semana de venta en Japón, lo que lo convierte en el juego más vendido de la semana en el país.